# Большой Джурук
Большой Джурук — озеро (ильмень) в южной части Наримановского района Астраханской области, расположено на границе Астраханского и Прикаспийского сельсоветов. Входит в водную систему западных подстепных ильменей.
Относится к Нижне-Волжскому бассейновому округу. Площадь — 2,33 км².
Ильмень расположен в пределах ильменно-бугровой равнины, прилегающей с запада к Волга (рукаву Бахтемир), к северу от ильменя расположен посёлок Прикаспийский. Озеро занимает межбугровое понижение и вытянуто с востока на запад.
На востоке озеро сообщается с ильменем Хаптха, на западе ильменем Малый Джурук.